# Commodore 64x
A Commodore 64x (más néven: Commodore 64X PC; röviden: C64x) egy a Commodore USA által 2011-ben kiadott saját építésű Commodore 64x (C64x) számítógép. A lényegében egy "márkásított", formatervezett PC továbbfejlesztett specifikációjú változata 2020-tól, illetve az eredeti néven 2025-től ismét forgalomban van.

## Hardverspecifikáció
Az alábbi műszaki paraméterekkel rendelkező modellek kerültek eddig forgalmazásra. Ez azonban nem jelenti azt, hogy más konfigurációkat ne lehetne használni. A modellekre hivatalosan telepített Commodore OS operációs rendszer képes más hardverkonfigurációkon való stabil működésre.
| Commodore USA | My Retro Computer | Commodore International |
| --- | --- | --- |
| Commodore 64x | My64 | Commodore 64X PC |
| 2011-2012 | 2020-2024 | 2025- |
| - Kétmagos Intel Atom D2700 processzor 2,13 GHz - 4 GB DDR3 memória - nVidia GeForce GT 520 videóvezérlő - Vékony DVD RW / Blue-ray meghajtó (opcionális) - integrált hangvezérlő - 4xSATA, RS-232, PS/2, 4xUSB, LAN csatlakozók - 1xDVI-D, 1xVGA videó kimenet - Jack csatlakozók hang be-/kimenethez, S/PDIF kimenet - Mini ITX felépítés - 12V | - ASRock J105-ITX Gemini Lake alaplap - Négymagos Intel J4105 processzor 2,5 GHz (alaplapra forrasztva) - 8 GB DDR4 memória - Kingston 240 GB SSD meghajtó - Vékony DVD RW / Blue-ray meghajtó (opcionális) - Realtek ALC892 integrált hangvezérlő - 1xPCIe x1, M.2 SSD csatlakozók - 4xSATA3, RS-232, PS/2, 4xUSB 3.1, LAN csatlakozók - 1xDVI-D, 1xVGA videó kimenet - Jack csatlakozók hang be-/kimenethez, S/PDIF kimenet - Mini ITX felépítés - 12V, 12,5A, 80W AC/DC adapter + PicoPSU-90 DC/DC adapter | - Phoenix-ITX 7940HS alaplap - Intel N100 / AMD Ryzen 9 7940HS 3,4 / 4 GHz - 32 GB DDR4 / 64 GB DDR5 - AMD Radeon 780M - Realtek 2-csatornás integrált hangvezérlő - 2xM.2 SSD - 2xHDMI, DP, PCI Express, SATA, 2xGigabit LAN, Wifi - Jack csatlakozók hang be-/kimenethez - Mini ITX felépítés - 12V |

## Történet
A Commodore USA 2010 nyár végén jelentette be — akkor még PC64 munkanéven — a "kenyértartó" formájú Commodore 64 számítógépház replikába tervezett Intel Atom processzorral hajtott PC-jét. A bejelentést az tette lehetővé, hogy a Commodore USA, LLC megegyezésre jutott a "Commodore" védjegy akkori birtokosával, a holland Commodore Licensing B.V.-vel a márkahasználatról.
Operációs rendszerként felmerült az AROS használata, de azt végül elvetették és egy saját összeállítású, Linux-alapú disztribúciót, a Commodore OS-t készítettek. A régi Commodore 64 és egyéb C= gépekkel való kompatibilitás előtelepített emulátor útján történt (de pl. Amiga gépek csak a Cloantotól beszerzett Kickstart ROM-ok bemásolása után).
A Commodore USA tevékenységének megszűnése után is folytatódott a modell támogatása, de már egyre inkább rajongók bevonásával. 2020 októberében aztán a My Retro Computer Ltd. igazgatója, Sean Donohue bejelentette, hogy My64 néven újra piacra dobja a C64x PC-t. Ez lényegben egy a Commodore 64 legikonikusabb "kenyeres" házához hasonló dizájnnal készített számítógépházat jelent, melybe bármilyen ITX-kompatibilis, 64-bites CPU-val hajtott PC beépíthető és a Commodore OS telepítésével C64x-ként használható.
A 2025 nyarán "újjáalakult" Commodore International Corporation most már újra hivatalosan is Commodore márkanév alatt forgalmazza termékeit, így a C64x-et is.